# طب ایران باستان

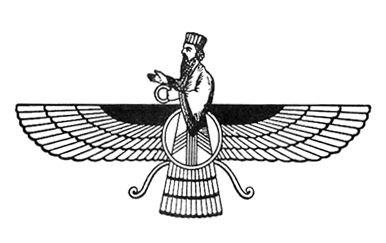

پزشکی در ایران باستان دارای پیشینه‌ای دراز است. دانشگاه جندی‌شاپور که در زمان ساسانیان به دستور شاپور یکم بنیان گذاری شد در سده سوم میلادی، پذیرای شمار بسیاری از دانشمندان از دیگر تمدن‌ها و فرهنگها همانند رومیان و یونانیان و هندوها بوده‌است. پیشینه پزشکی ایران باستان را می‌توان به سه دوره بخش بندی کرد.

## هخامنشیان
حکومت هخامنشیان به عنوان یکی از بزرگ‌ترین حکومتهای تاریخی جهان که بخش بزرگی از آسیا و اروپا و شمال آفریقا را در اختیار داشته، نقش به سزایی در گسترش پزشکی در ایران و جهان ایفا کرده‌است.
علم پزشکی در این دوره بر سه‌پایه استوار بود است.

### مغ‌ها
نوشته‌های اوستا تأثیر زیادی بر گسترش علم پزشکی داشته‌است، مغ‌ها بر اساس آموزه‌های اوستا که عموماً در مورد گیاهان دارویی بوده‌است، به درمان بیماران می‌پرداختند.
ویژگی خاص اوستا در این بود که کتاب مذهبی مردم بود و آموزه‌های آن را نمی‌شد به راحتی از بین مردم حذف کرد.

### دولت هخامنشی
پادشاهان هخامنشی توجه ویژه‌ای به بهداشت و سلامت مردم داشتند، هزینهٔ سلامت را از بودجه عمومی تأمین می‌کردند، به سلامت آب و مواد غذایی اهمیت می‌دادند و همراه داشتن آب و مواد غذایی سالم را در جنگ‌ها ضروری می‌دانستند.
در این دوره پزشکان جایگاه والایی در جامعه داشتند.
در کتیبه‌ای در واتیکان از داریوش آمده است که به یکی از فرماندهان خود در مصر دستور می‌دهد تا دانشکدهٔ پزشکی را در مصر بازسازی کند.

### دانشمندان
دانشمندان و پزشکان بزرگ ایرانی و غیر ایرانی در دربار و خارج از دربار هخامنشی حضور داشتند، از جمله پزشکان مصری و یونانی، مانند، کتزیاس، یونانی که در دربار هخامنشی بود.
بر اساس تاریخ بلعمی از اطبای بزرگ ایرانی دربار هخامنشی، جاماسب، بوده‌است که به تألیف کتب پزشکی و هندسه می‌پرداخته است.
در زمان هخامنشیان خط، ،نیم کشتج، , با ۲۸ حرف مخصوص پزشکی و فلسفه بوده‌است.
هر چند پزشکی دوره هخامنشیان مانند علم طب در سایر ملل همان دوران، تحت تأثیر خرافات و عقاید بیگانه بود، اما از عوامل بزرگ گسترش و بهبود علم پزشکی و سلامت مردم بوده‌است.
با حمله اسکندر مقدونی به ایران، بخش اعظمی از میراث پزشکی باستانی ایران یا به کل نابود شد یا پس از استنساخ به زبان یونانی از بین رفت.

## دوران اشکانی و ساسانی
حکومت اشکانیان ۵ قرن در ایران حکومت کرد، ویژگی خاص آن‌ها باز پس گیری استقلال ایران بعد از نزدیک به ۷۵ سال حکومت سلوکیان و جلوگیری از تخریب بیشتر آثار ارزشمند ایرانی بود، اما متأسفانه فرهنگ آن‌ها تحت تأثیر فرهنگ یونانی قرار گرفته بود، در نتیجه پزشکی این دوره، آمیخته‌ای از طب اوستایی و طب یونانی بوده‌است،
از پزشکان بزرگ این دوره می‌توان فرهاته و میتریدات را نام برد.
بعد از اشکانیان، ساسانیان حدود ۴ قرن بر ایران حکومت کردند، در این مدت خدمات شایسته‌ای برای گسترش پزشکی انجام شد و بیشتر از قبل برای حفظ اصالت پزشکی ایران تلاش گردید.
یقیناً بزرگترین اقدام آن‌ها تأسیس شهر جندی شاپور و ساخت دانشگاه جندی شاپور در آن بوده‌است.
برخی از اقدامات پزشکی دوره ساسانیان و دانشگاه جندی شاپور:
1. جمع‌آوری آثار طبی و فلسفی از سرزمین‌های دیگر و بازگشت آن به ایران
2. احیای طب بر پایه اصول طب اوستایی با وجود تأثیر از طب یونانی
3. دعوت از استادان و پزشکان بزرگ هندی، یونانی و... برای تدریس و شرکت در بحث‌ها به جندی شاپور
4. برگزاری اولین همایش علمی جهان در دربار انوشیروان و برگزاری جلسات پزشکی و مناظرات علمی با نظارت جبراییل درستبد
5. فرستادن برزویه طبیب به هند برای بازگرداندن کتب فارسی و دعوت از دانشمندان هندی[۸]

به‌طور کلی دو حکومت اشکانی و ساسانی در راستای حفظ و گسترش طب ایرانی که پس از حکومت ۳۰۰ سالهٔ نوادگان اسکندر به تاراج رفته بود، سوزانده شده بود یا پس از استنساخ از بین رفته بود، و بهبود سلامت مردم پرداختند و کمک‌های اعظمی به طب اوستایی کردند
با تأثیر این حکومت‌ها بسیاری از آثار ارزشمند طب ایرانی احیا شد و پزشکی ایران دوباره قدرت و صلابت خود را به دست آورد.

## طب زرتشتی

یک پزشک زرتشتی

پزشکی زرتشتی در اصل یکی از مکتبهای پزشکی در ایران باستان است که پزشکان در کنار مکاتب درمانی دیگر همچون پزشکی مانویت و درمانهای هندی، یونانی، رومی و کیمیایی اقدام به درمان بیماری‌ها می‌نمودند. زرتشت پیامبر ایرانی بود که در محدوده زمانی ۱۰۰۰ ق م زندگی می‌کرد.
این مکتب در گذر زمان با واژگان پزشکی یونان درآمیخت بخش‌های قابل توجهی از آن به بوته فراموشی سپرده شد. اما متون باقی مانده از آن که بخش عمده ای از ایشان متون دینی می‌باشد بن مایه آن را حفظ کرده‌است. این حوزه دانشی شکل متمایزی از پزشکی یونانی و پزشکی ایرانی که بعدها در تمدن اسلامی شکل گرفته‌است داشته هم در حوزه مبانی، هم عملی و هم ساختار اداری کاملاً متمایز است. اما در مورد در هم آمیختگی با واژگان یونانی باید گفت که موبدان زرتشتی معتقد بودند که تمامی دانش‌های دنیا در دین ایشان مستتر است. بنا بر این ورود تمام دانش‌ها را به حوزه‌های مطلوب خود مجاز می‌شمردند و پایه‌گذار نخستین نهضت ترجمه جهان محسوب می‌گردند. به همین دلیل ورود واژگان یونانی در ساختار فکری ایشان مجاز بود.

### مبانی طب زرتشتی
بدن از جهار عضو رئیسه تشکیل شده‌است. کبد، شش طحال و زهره
که هرکدام از این اعضا یکی از اخلاط را مدیریت می‌نماید
کبد: گرم و مرطوب
شش سرد و مرطوب
زهره: گرم و خشک
طجال :سرد و خشک
این حوزه پزشکی توانست دستاوردهای متمایزی را برای بشریت به ارمغان آورد. مانند اولین گزارش در مورد گردش خون ریوی و یا حرکات دودی رحم در حین زایمان و…

### رابطه بین طب زرتشتی و طب ایرانی
بعدها این مبانی در حوزه پزشکی ایرانی که بخشهای بیشتری را از یونانیان تأثیر پذیرفته بود به کار گرفته شد. برای درک چگونگی این مطلب باید گفت که پزشکی به دو بخش عملی و نظری تقسیم می‌شود. ورود بخش پزشکی زرتشتی به حوزه طب ایرانی بیشتر در حوزه عمل بود. به‌طور مثال در پزشکی زرتشتی طحال مسئول مدیریت سودا است. این اندیشه در حوزه طب یونانی وجود ندارد. اما در طب ایرانی این مفهوم را می‌توان مشاهده کرد هرچند فاقد مبانی جالینوسی است. مشخص است که حوزه طب ایرانی این بخش عملی را از طب زرتشتی وام گرفته‌است.

### مکتوبات طب زرتشتی
دو اثر در این زمینه بیش از دیگر مکتوبات برجسته است اولی گزیدگی‌های زاداسپرم است و دومی دینکرد. در یکی از بلندترین فصل‌های کتاب دینکرد سوم یکسره به دانش پزشکی و قوانین مربوط بدان پرداخته‌اند، در دینکرد هشتم که خلاصه ای از نسک‌های گمشدهٔ اوستای ساسانیان را بازگو می‌کند بخش‌هایی به این حوزه دانشی اختصاص دارد.
موبدان باور داشتند پزشکی دانشی اهورایی است که به یاری آن می‌توان بیماری، را که زاده‌است از آفرینشِ اهورایی دور کرد. به همین دلیل دانش پزشکی در میان نوشتارهای دینیِ باقی مانده از گزند روز گار مصون نشده. علاوه بر آن در دینکرد، پزشکی را هم چون جهان بینیِ دین زرتشتی به دو شاخهٔ مینو پزشکی و گیتی پزشکی بخش کرده‌اند که خود نشان از نوع نگرش این متون به دانش پزشکی و جایگاه آن در جهان بینیِ دینِ مزدیسنا دارد.